# Hysteropterum battandieri
Hysteropterum battandieri är en insektsart som beskrevs av De Bergevin 1923. Hysteropterum battandieri ingår i släktet Hysteropterum och familjen sköldstritar. Inga underarter finns listade i Catalogue of Life.